# Дробный идеал
В коммутативной алгебре, дробный идеал — это обобщение понятия идеала целостного кольца, особенно полезное при изучении дедекиндовых колец. Условно говоря, дробные идеалы — это идеалы со знаменателями. В случаях, когда одновременно обсуждаются дробные и обычные идеалы, последние называют целыми идеалами.

## Основные определения
Пусть R — целостное кольцо, K — его поле частных. Дробный идеал кольца R — это R-подмодуль I поля K, такой что {\displaystyle rI\subseteq R} для некоторого {\displaystyle r\in R}. Интуитивно, {\displaystyle r} сокращается со знаменателями всех элементов I. Главные дробные идеалы — это дробные идеалы, порождённые (как R-модули) единственным элементом поля K. Дробный идеал содержится в R тогда и только тогда, когда он является целым идеалом R.
Для двух дробных идеалов I, J можно определить из произведение IJ как множество всех конечных сумм {\displaystyle \sum _{n}i_{n}j_{n},\ i_{n}\in I,\ j_{n}\in J}: произведение IJ также является дробным идеалом. Дробный идеал I называется обратимым, если существует дробный идеал J, такой, что IJ = R. Множество обратимых идеалов образует абелеву группу по произведению, тождественный элемент которой — само кольцо R. Эта группа называется группой дробных идеалов кольца R, главные дробные идеалы образуют в ней подгруппу. Ненулевой дробный идеал обратим тогда и только тогда, когда он является проективным R-модулем.

### Случай дедекиндовых колец
Дедекиндовы кольца выделяются среди целостных колец тем свойством, что каждый ненулевой дробный идеал обратим. В этом случае факторгруппа группы дробных идеалов по подгруппе главных дробных идеалов называется группой классов идеалов и является важным инвариантом дедекиндова кольца. Обобщение понятия группы классов идеалов на случай недедекиндовых колец (и даже общих окольцованных пространств) называется группой Пикара.

## Дивизорные идеалы
Обозначим через {\displaystyle {\tilde {I}}} пересечение всех главных дробных идеалов, содержащих ненулевой дробный идеал I. Эквивалентно,
{\displaystyle {\tilde {I}}=(R:(R:I)),}
где
{\displaystyle (R:I)=\{x\in K:xI\subseteq R\}}
Дробный идеал, получающийся в результате применения такой операции, называется дивизорным идеалом. Или, эквивалентно, дивизорные идеалы — это все дробные идеалы {\displaystyle I}, такие что {\displaystyle {\tilde {I}}=I.} Произведение дивизорных идеалов является дивизорным идеалом, поэтому дивизорные идеалы образуют коммутативный моноид {\displaystyle D(R).} Этот моноид является группой тогда и только тогда, когда кольцо R вполне целозамкнуто.
Дивизорные идеалы обычно рассматривают для колец Крулля, в этом случае простые идеалы высоты 1 являются дивизорными и образуют базис абелевой группы {\displaystyle D(R).} Главные дробные идеалы являются дивизорными, факторгруппа {\displaystyle D(R)} по подгруппе главных дробных идеалов называется группой классов дивизоров.